# Adolf Martignoni
Pour les articles homonymes, voir Martignoni.
Adolf Martignoni (né le 28 juillet 1909 à Saint-Moritz, où il est mort le 7 février 1989) est un joueur professionnel suisse de hockey sur glace.
Il est le frère d'Arnold Martignoni.

## Carrière
Adolf Martignoni fait toute sa carrière au HC Saint-Moritz.
Il participe avec l'équipe nationale aux Jeux olympiques de 1936 ; il s'agit de la seule compétition internationale à laquelle il participe.